# Вевчани
Вевчани (мкд. Вевчани) су насеље у Северној Македонији, у западном делу државе. Вевчани су седиште и једино насељено место општине Вевчани.
Према неким изворима преци српског научника Михајла Пупина су пореклом из Вевчана.

## Географија
Насеље Вевчани је смештено у крајње западном делу Северне Македоније, на свега 6 km од државне границе са Албанијом. Од најближег града, Струге, насеље је удаљено 12 km северозападно.
Вевчани се налазе у историјској области Дримкол, која обухвата приобално подручје Охридског језера око Струге, на месту истока реке Црни Дрим (порекло имена). Насеље је смештено у западном делу области, где се од Струшког поља на истоку уздиже планина Јабланица ка западу. Планина је истовремено и граница ка суседној Албанији. Надморска висина насеља је приближно 870 метара.
Клима у насељу, и поред знатне надморске висине, има жупне одлике, па је пре умерено континентална него планинска.

## Историја
У месту је између 1868—1874. године (или 1867—1876) радила српска народна школа. Њу је тајно помагала Кнежевина Србија са 12 царских дуката.
Године 1875. у Вевчанима је било 400 српских кућа. Ту је неколико цркви са звонима. Становништво Струге и околних места где спадају и Вевчани, чине Срби пресељени из Босне и Херцеговине у време турског султана Сулејмана.
По статистици секретара Бугарске егзархије, 1905. године Вевчани су место са 2.590 становника, верника Бугарске егзархије. У међувремену је формирана и Српска црквена општина Цариградске патријаршије којој је 1910. године припадало становништво 17 домова.
Од 1868. године у селу је постојала бугарска мушка школа „Свети Спас“, а од 1890. године и женска школа. Ту је бугарска школа и 1888. године.
Спасоје Костић предузимач родом из Вевчана, изводио је 1928. године радове на изградњи православне цркве задужбине владике Николаја Велимировића у његовом родном месту Лелићу код Ваљева. Костић је до тада градио преко 50 православних храмова, међу којим цркву Св. Спаса у Охриду.
Пре Другог светског рата Вевчани су варошица. Ту су 1937. године здравствена задруга са сталним лекаром и пошта. Његови становници двојица печалбара мештана, Димитрије и Симон Костојчиновић су сами и о свом трошку градили прву електричну централу у свом родном месту. Иако скромни и сиромашни, они су годинама, враћајући се из печалбе, мало-по-мало градили своју централу на Вевчанској реци. Прво су купили половну динамо-мотор, па кајиш за турбину и остало, утрошивши 7.000 динара. Приликом свог рада на електрификацији села, нису међутим имали подршку својих комшија.
Вевчани су по новом закону о регистрационим подручјима добили аутомобилску регистрацију ВВ, при чему су постали најмањи регион са својом регистрацијом у целој Северној Македонији.

## Становништво
Вевчани су према последњем попису из 2021. године имали 2.359 становника.
| Национални састав према попису из 2021.‍ | Национални састав према попису из 2021.‍ | Национални састав према попису из 2021.‍ | Национални састав према попису из 2021.‍ | Национални састав према попису из 2021.‍ |
| --------------------------------------- | --------------------------------------- | --------------------------------------- | --------------------------------------- | --------------------------------------- |
|                                         |                                         |                                         |                                         |                                         |
| Македонци                               | Македонци                               |                                         | 2.252                                   | 95,5%                                   |

Већинска вероисповест је православље.